# Ferrari SP51
La Ferrari SP51 est un roadster du constructeur automobile italien Ferrari produite en un exemplaire unique en 2022 par le département spécial « One-Off » de la marque.

## Présentation
La Ferrari SP51, 51e Projet Special des ateliers du Styling Centre de Ferrari, est dévoilée le 28 septembre 2022. Elle est un modèle unique produit pour un client taïwanains fortuné du constructeur. La SP51 est le 11e projet « à moteur V12 en position avant » du département spécial « One-Off » après la Ferrari Omologata de 2020, et depuis la Ferrari P 540 Superfast Aperta de 2009.

### Design
Son design s'inspire de la 410 S de 1955, ses flancs rappellent la Ferrari Portofino M et ses ailes arrière s'inscrivent dans le design actuel du constructeur comme la récente Ferrari 296 GTB.

## Caractéristiques techniques
La SP51 repose sur la plateforme technique de la Ferrari 812 GTS dont elle reprend le châssis et le moteur mais la carrosserie est entièrement nouvelle.